# Rejected Youth
Rejected Youth war eine deutsche Punkband aus Nürnberg, die von 1998 bis 2012 aktiv war.

## Geschichte
Alles begann im Sommer 1998, als Matze (Magenta Caulfield) und Keks das Projekt Rejected Youth gründeten, welches eigentlich nur von kurzer Dauer sein sollte. Musik und Texte stammten damals noch von alten US-Hardcore-Bands. Doch das Covern war nicht gerade die große Erfüllung der zwei Musiker, und so legten sie sechs Monate später mit Andy Pfeifer am Bass richtig los, schrieben eigene Texte, eigene Lieder und orientierten sich mehr am traditionellen Punkrock: direkt und rau, dreckig und unbequem. Auch waren sich die Musiker damals durchaus schon der Verantwortung bewusst, die eine Band hat, und so wurden die Texte immer politischer und kritischer. Ende 1999 entstand dann das erste und einzige Demo-Tape Millennium. Drei Tage nach der Veröffentlichung hatte die Band bereits einen Plattenvertrag mit Streetmusic Berlin, der 2000 die 7″-EP Screwballs hervorbrachte. 2001 wechselte die Band das Label und veröffentlichte im selben Jahr die 10″-LP/CD Not For Phonies. Dies war auch der Zeitpunkt, an dem Andy Braun als zweiter Gitarrist in die Band einstieg.
Pünktlich zur ersten großen Deutschlandtour im August 2002 legten die vier gleich nach und produzierten ihr Debütalbum 21st Century Loser, welches als 12″-LP/CD erschien. Allerdings stand bei den Aufnahmen bereits fest, dass Andy Pfeifer aus privaten Gründen aussteigen würde, und so musste sich die Band schnell auf die Suche nach einem neuen Bassisten für die Tour mit Backslide machen. Kalle, der schon Mitte der 1990er Jahre mit Keks und Matze Musik gemacht hatte, sprang ein und wurde bereits nach kurzer Zeit zu einem vollwertigen Mitglied. Es folgten viele Einzelkonzerte und als Höhepunkt eine zweiwöchige US-Eastcoast-Tour. Bei dieser Gelegenheit entstanden auch im legendären CBGBs in New York die Aufnahmen zu der im Dezember 2003 erschienenen 7″-EP Awesome CBGB's. 2004 trennten sich dann die Wege von Andy Braun und Rejected Youth, was die Band aber keineswegs zurückwarf. Zu dritt wurden Shows mit Voice of a Generation, das Beat.Em.Down-Festival, das Force-Attack-Festival und auf einer eigenen zweiwöchigen Deutschlandtour im Sommer gespielt. Als im Herbst auf dem von Matze gegründeten Label MSM1279 und Twisted Chords die EP No Police State Coalition erschien, wurden bereits zum selben Zeitpunkt die Aufnahmen für den im März 2005 erscheinenden zweiten Longplayer Angry Kids abgeschlossen. Und dieses Album sollte zu einem Meilenstein in der Bandgeschichte werden. Songs wie Antifascista, A Threat Again oder Bad Boys Attack sind nach wie vor ihre bekanntesten und vielleicht auch wichtigsten Lieder. Nach der darauf folgenden Europatour verließ Kalle die Band, und Rejected Youth spielte ihre vorerst letzte Show am 25. Juni 2005.
Gut anderthalb Jahre später entschlossen sich Matze und Keks aber doch dazu, ihr Projekt weiterzuführen, und mit Andy Chaos an der Gitarre und Sancho am Bass fanden sie neue Bandmitglieder. Auch wenn man sich anfangs nicht ganz sicher war, wie die Leute auf diese „Reunion“ reagieren würden, wurde 2007 zum besten Jahr, das die Band bis dahin jemals erlebt hatte. Das neue Album Public Disorder schlug ein wie eine Bombe und wurde bereits nach wenigen Monaten zum Bestseller – sowohl für Rejected Youth als auch für Concrete Jungle Records. Von Muttis Booking Berlin erhielten sie das Angebot, The Unseen auf ihrer Europa-Tournee zu begleiten, was die Band natürlich sofort annahm. Und obwohl die ganze Tour ein voller Erfolg war, sollte die Show in ihrer Heimatstadt Nürnberg der absolute Höhepunkt werden: 700 Zuschauer – ausverkauft.
Im darauf folgenden Jahr veranstalteten Concrete Jungle Records und Block Action Music ein Festival, um mit Rejected Youth ihr 10-jähriges Bestehen zu feiern, und luden alle Fans, Freunde und viele Wegbegleiter ein. Exklusiv für diesen Abend wurde außerdem noch die neu aufgenommene 4-Track-MCD Rejected Forever Forever Rejected (inklusive des Songs Black Army mit Gastsänger Mark Civitarese von The Unseen) an die ersten 500 Besucher verschenkt. Diese wurde später noch einmal als Black-Army-EP veröffentlicht. Aber auf die 700 Gäste wartete noch eine weitere Besonderheit. Neben der Band selber wirkten auch viele Studiogäste mit, wodurch Rejected Youth zum ersten Mal live die Lieder so präsentieren konnte, wie sie im Studio produziert wurden. Und auch ihr alter Bassist Kalle übernahm für einige Songs wieder seinen Part. Zu guter Letzt wurde der ganze Abend auch noch von einem Kamerateam aufgezeichnet und im Frühjahr 2009 als DVD Rejected Forever Forever Rejected – 10 Years Rejected Youth mit einer Gesamtspieldauer von knapp 60 Minuten und vielen Extras wie einem Hidden Track, Radio-Interview und Bildergalerie veröffentlicht. Danach musste leider zwangsweise eine „kreative Pause“ aufgrund eines Handbruchs des Lead-Gitarristen eingelegt werden.
In der damit verbundenen Auszeit verschnaufte die Band, tankte neue Energie und machte sich Anfang 2010 „on the road again“. Nach vielen Einzelshows, Sommerfestivals und der „5 Jahre Concrete Jungle Labeltour“ war es an der Zeit, sich in den Proberaum zurückzuziehen, um intensiv an neuen Songs zu arbeiten, die im Frühjahr 2011 aufgenommen wurden und auf dem vierten Album Fuck the Consent erschienen.
Im Sommer 2012 löste sich Rejected Youth endgültig auf.

## Diskografie
- 2000: Screwballs (Streetmusic Berlin)
- 2001: Not For Phonies (Halb-7-Records)
- 2002: 21st Century Loser (Bad Dog Records - Core Tex Records / Halb-7-Records)
- 2003: Awesome CBGBs EP (MSM1279 - Concrete Jungle Records)
- 2004: No Police State Coalition EP (MSM1279 - Concrete Jungle Records)
- 2005: Angry Kids (MSM1279 - Concrete Jungle Records)
- 2007: Public Disorder (Concrete Jungle Records)
- 2008: Rejected Forever Forever Rejected Live EP (Concrete Jungle Records)
- 2008: Black Army EP (Concrete Jungle Records)
- 2009: Rejected Forever Forever Rejected Live DVD (Concrete Jungle Records)
- 2010: Angry Kids Re-Issue + Bonus (Concrete Jungle Records)
- 2011: Fuck the Consent (Concrete Jungle Records)

## Einzelnachweis
1. ↑  Bandgeschichte